# Aluterus monoceros
Aluterus monoceros is een straalvinnige vissensoort uit de familie van de vijlvissen (Monacanthidae). De wetenschappelijke naam is gepubliceerd in 1758 door Linnaeus in de tiende editie van Systema naturae.